# Força Aérea do Extremo Oriente (RAF)
A Força Aérea do Extremo Oriente da Real Força Aérea (RAF Far East Air Force) foi o comando organizacional que controlava todas as unidades da Real Força Aérea no Extremo Oriente. Foi criada originalmente como um comando aéreo no sudeste da Ásia, em 1943, durante a Segunda Guerra Mundial. Em 1946 este comando passou a designar-se por Comando Aéreo da RAF no Extremo Oriente (RAF Air Command Far East) e, em Junho de 1949, passou a chamar-se Força Aérea do Extremo Oriente.
Foi uma organização muito importante na ajuda durante a Emergência Malaia, entre 1948 e 1960, e durante os confrontos entre a Indonésia e a Malásia, entre 1963 e 1966. O comando foi desfeito em 31 de Outubro de 1971.